# Krisztina Garda
Krisztina Garda (ur. 16 lipca 1994 w Budapeszcie) – węgierska piłkarka wodna, reprezentantka Węgier. Brązowa medalistka igrzysk olimpijskich w Tokio, mistrzostw świata oraz Europy.

## Życie prywatne
Studiuje ogrodnictwo na Uniwersytecie Korwina w Budapeszcie.

## Udział w zawodach międzynarodowych
Od 2013 reprezentuje Węgry na zawodach międzynarodowych. Z reprezentacją uzyskała następujące wyniki:
| Rok                                             | Impreza                                | Miejsce        | Pozycja    |      |                                    |           |            |
| ----------------------------------------------- | -------------------------------------- | -------------- | ---------- | ---- | ---------------------------------- | --------- | ---------- |
| Rok                                             | Impreza                                | Miejsce        | Pozycja    | 2013 | Mistrzostwa Świata w Pływaniu 2013 | Barcelona | 3. miejsce |
| Mistrzostwa Świata Juniorek w Piłce Wodnej 2013 | Wolos                                  | 6. miejsce     |            | 2013 |                                    |           |            |
| 2015                                            | Mistrzostwa Świata w Pływaniu 2015     | Kazań          | 9. miejsce |      |                                    |           |            |
| 2016                                            | Letnie Igrzyska Olimpijskie 2016       | Rio de Janeiro | 4. miejsce |      |                                    |           |            |
| 2018                                            | Mistrzostwa Europy w Piłce Wodnej 2018 | Barcelona      | 4. miejsce |      |                                    |           |            |
| 2019                                            | Letnia Uniwersjada 2019                | Neapol         | 1. miejsce |      |                                    |           |            |
| 2020                                            | Mistrzostwa Europy w Piłce Wodnej 2020 | Budapeszt      | 3. miejsce |      |                                    |           |            |
| 2021                                            | Letnie Igrzyska Olimpijskie 2020       | Tokio          | 3. miejsce |      |                                    |           |            |